# Seid Zukić
Seid Zukić (* 9. April 1994 in Prozor-Rama) ist ein bosnischer Fußballspieler.

## Karriere
Zukić wechselte in der Winterpause der Saison 2014/15 zum Zweitligisten FK Turbina Jablanica, für den er bis Saisonende fünf Spiele Prva Liga absolvierte, aus der er mit Turbina allerdings zu Saisonende abstieg. Im Februar 2016 wechselte er zum Zweitligisten HNK Čapljina. Für Čapljina kam er bis zum Ende der Saison 2015/16 zu 15 Zweitligaeinsätzen. Zur Saison 2016/17 wechselte er zum Ligakonkurrenten HNK Orašje. Für Orašje kam er in einem halben Jahr zu 14 Einsätzen, in denen er sechs Tore erzielte. Im Januar 2017 wechselte er weiter innerhalb der Liga zum NK Travnik. Für Travnik absolvierte er bis zum Ende der Spielzeit 14 Partien und machte dabei sieben Tore.
Zur Saison 2017/18 wechselte Zukić zum Erstligisten NK Vitez. Sein Debüt in der Premijer Liga gab er im Juli 2017 gegen den FK Mladost Doboj Kakanj. Für Vitez kam er bis zur Winterpause zu 18 Einsätzen in der höchsten bosnischen Spielklasse, in denen er viermal traf. Im Januar 2018 wechselte der Angreifer nach Frankreich zum Zweitligisten FC Tours. Für Tours kam er bis Saisonende zu zwei Einsätzen in der Ligue 2, mit dem Klub stieg er aber zu Saisonende aus der zweiten Liga ab. Daraufhin kehrte er zur Saison 2018/19 nach Bosnien zurück und wechselte leihweise zum Erstligisten FK Sloboda Tuzla. In Tuzla kam er während der Leihe zu 26 Einsätzen in der Premijer-Liga.
Zur Saison 2019/20 kehrte er nicht nach Frankreich zurück, sondern blieb in Bosnien und wechselte fest zum FK Radnik Bijeljina. Für Radnik kam er in eineinhalb Jahren zu 25 Einsätzen in der höchsten Spielklasse. Im Februar 2021 schloss Zukić sich dem Zweitligisten FK Igman Konjic an. In einem Jahr bei Igman absolvierte er 27 Partien in der Prva Liga, in denen er neun Tore erzielte. Im Januar 2022 wechselte der Stürmer ein zweites Mal ins Ausland, diesmal nach Österreich zum Regionalligisten SV Spittal/Drau.